# Kraševo (gmina Tešanj)
Kraševo – wieś w Bośni i Hercegowinie, w Federacji Bośni i Hercegowiny, w kantonie zenicko-dobojskim, w gminie Tešanj. W 2013 roku liczyła 1430 mieszkańców, z czego większość stanowili Boszniacy.